# Borough de Dungannon and South Tyrone
Le borough de Dungannon and South Tyrone (Dungannon and South Tyrone Borough en anglais et Buirg Dhún Geanainn agus Thír Eoghain Theas en gaélique d’Irlande), officiellement appelé Dungannon and South Tyrone (Dún Geanainn agus Tír Eoghain Theas en gaélique d’Irlande), est un ancien district de gouvernement local d’Irlande-du-Nord.
Créé en octobre 1973 sous le nom de « district de Dungannon » et connu sous ce nom jusqu’en 1999, il fusionne avec le district de Cookstown et le celui de Magherafelt en mars 2015 pour créer un autre district de gouvernement local, Mid Ulster.

## Géographie
Le district est situé dans les comtés d’Armagh et de Tyrone.

## Histoire
Un district de gouvernement local (local government district en anglais) du nom de Dungannon est créé le 17 juillet 1972 par le Local Government (Boundaries) Order (Northern Ireland) du 20 juin 1972. Les institutions du district entrent en vigueur à compter du 1er octobre 1973 au sens du Local Government Act (Northern Ireland) du 23 mars 1972.
À la demande du conseil de district (application), le district de Dungannon devient le district de Dungannon and South Tyrone par un décret du département de l’Environnement du 14 octobre 1999 avec effet au 25 novembre suivant. Contrairement à la pratique établie, l’érection du district de Dungannon en borough ne fait pas l’objet de lettres patentes publiées à la Belfast Gazette. Cependant, une charte aurait été scellée par le département de l’Environnement en novembre 1999 faisant du district le « borough de Dungannon and South Tyrone » (Dungannon and South Tyrone Borough).
La majeure partie des territoires du district de Cookstown, du borough de Dungannon and South Tyrone et du district de Magherafelt sont réunis par le Local Government (Boundaries) Act (Northern Ireland) du 23 mai 2008. Le district résultant de la fusion des anciens districts, Mid Ulster, est créé à compter du 1er avril 2015 par le Local Government (Boundaries) Order (Northern Ireland) du 30 novembre 2012.

## Administration

### Conseil
Le Dungannon and South Tyrone Borough Council, littéralement, le « conseil du borough de Dungannon and South Tyrone », est l’assemblée délibérante du borough de Dungannon and South Tyrone, composée de 20 (1973-1985) puis de 22 membres (1985-2015), appelés les conseillers (councillors).
Un maire (mayor) et un vice-maire (deputy mayor) sont élus parmi les conseillers à l’occasion de chaque réunion générale annuelle du conseil du borough.

### Circonscriptions électorales
Le district de gouvernement local est divisé en autant de sections électorales (wards en anglais) que de conseillers. Celles-ci sont distribuées par zone électorale de district (district electoral area).
| Zone                           | 1973-1985,                                                                 | 1985-2015,                                                                                                |
| ------------------------------ | -------------------------------------------------------------------------- | --- |
| Première zone et ses sections  | A (5 sièges)                                                               | Blackwater (5 sièges)                                                                                     |
| Première zone et ses sections  | - Augher - Ballygawley - Castlecaulfield - Clogher - Fivemiletown          | - Aughnacloy - Benburb - Caledon - Killyman - Moy                                                         |
| Deuxième zone et ses sections  | B (5 sièges)                                                               | Clogher Valley (5 sièges)                                                                                 |
| Deuxième zone et ses sections  | - Altmore - Coalisland North - Coalisland South - Donaghmore - Washing Bay | - Augher - Ballygawley - Castlecaulfield - Clogher - Fivemiletown                                         |
| Troisième zone et ses sections | C (5 sièges)                                                               | Dungannon Town (6 sièges)                                                                                 |
| Troisième zone et ses sections | - Aughnacloy - Benburb - Caledon - Killyman - Moy                          | - Ballysaggart - Coolhill - Drumglass - Killymeal - Moygashel - Mullaghmore                               |
| Quatrième zone et ses sections | D (5 sièges)                                                               | Torrent (6 sièges)                                                                                        |
| Quatrième zone et ses sections | - Drumglass - Killymaddy - Killymeal - Lisnahull - Moygashel               | - Altmore - Coalisland North - Coalisland South - Coalisland West and Newmills - Donaghmore - Washing Bay |